# Bochum-Ost
Der Bochum-Ost ist einer von sechs Stadtbezirken der Stadt Bochum. Zu ihm zählen die Stadtteile Laer, Werne, Langendreer (mit den Ortsteilen Kaltehardt, Langendreerholz und Ümmingen) und Langendreer/Alter Bahnhof. Auf einer Fläche von 23,46 km² lebten im Jahr 2024 rund 54.000 Einwohner, 14,3 % der Bochumer Bevölkerung.
Die Liste der Baudenkmäler im Stadtbezirk Bochum-Ost umfasst 161 Objekte.
Das politische Gremium Bezirksvertretung Bochum-Ost hat 19 Sitze. Aus dem Kreis der Bezirksvertreterinnen und Bezirksvertreter wird der Bezirksbürgermeister gewählt. Der Bezirksbürgermeister (Stand 2025) ist seit 2022 Dirk Meyer (SPD). Vorherige Bezirksbürgermeister seit Gründung der Bezirksvertretungen im Jahr 1975 waren der spätere Oberbürgermeister Ernst-Otto Stüber, Wolfgang Heinemann, Norbert Busche und Andrea Busche.